# Dermatophagoides pteronyssinus
Dermatofagoides pteronyssinus es una especie de las tres especies de ácaros del polvo más conocidas (las restantes son Euroglyphus maynei y Dermatophagoides farinae)
Fue clasificado por Édouard Louis Trouessart en 1897.
Junto al E.maynei es la variante más común en Europa y la más estudiada pudiendo hasta la fecha caracterizarse diez alergenos siendo los I (Der p I, Der f I, Der m I, Eur m I, enzimas proteolíticas secretadas por el tracto digestivo del ácaro) y II (Der p II y Der f II, proteínas que se encuentran principalmente en el cuerpo del ácaro).
Suele ser el ácaro dominante en domicilios y es frecuente encontrarlo en colchones, almohadas, alfombras, etc. Si bien se encuentra en todo el mundo, prefiere climas húmedos y templados. Su tamaño medio es de 350 μm de longitud en la hembra y de 285 μm en el macho. La duración del ciclo huevo-adulto es de 31 días. La hembra vive una media de 70 días y durante su ciclo adulto pone 120 huevos.